# Gabriele Cesano
Gabriele Maria Cesano (Pisa, 10 gennaio 1490 – Saluzzo, 27 luglio 1568) è stato un vescovo cattolico italiano.

## Biografia
Nato da una famiglia nobile pisana nel 1490, si dedicò in giovane età agli studi di letteratura antica e della filosofia. Scrisse pochi saggi come grecista e linguista. Le sue relazioni con i letterati dell'epoca sono note.
Fu amico del cardinale Ippolito de' Medici e fu anche il consigliere spirituale di Caterina de' Medici, duchessa di Urbino, colei che negli anni a seguire diventò regina di Francia.
Papa Paolo V [errato] lo elesse vescovo di Saluzzo nel 1556 per i vari favori resi alla Chiesa.
Sulla cattedrale di Saluzzo, città di cui il Cesano resse per 12 anni la diocesi (dal 1556 al 1568), è ancora oggi presente una lapide con un'iscrizione latina che tradotta dice:
È citato nella Vita di Cellini (I, 1 e 2).